# Ī̀
Ī̀ (minuscule : ī̀), appelé I macron accent grave, est une lettre latine utilisée dans l’écriture du tagish.
Il s’agit de la lettre I diacritée d’un macron et d’un accent grave.

## Représentations informatiques
Le I macron accent grave peut être représenté avec les caractères Unicode suivants : 
- composé et normalisé NFC  (latin étendu A, diacritiques) :

| formes    | représentations | chaînes de caractères | points de code | descriptions                                              |
| --------- | --------------- | --------------------- | -------------- | --------------------------------------------------------- |
| capitale  | Ī̀               | Ī◌̀                    | U+012A U+0300  | lettre majuscule latine i macron diacritique accent grave |
| minuscule | ī̀               | ī◌̀                    | U+012B U+0300  | lettre minuscule latine i macron diacritique accent grave |

- décomposé et normalisé NFD (latin de base, diacritiques) :

| formes    | représentations | chaînes de caractères | points de code       | descriptions                                                          |
| --------- | --------------- | --------------------- | -------------------- | --------------------------------------------------------------------- |
| capitale  | Ī̀               | I◌̄◌̀                   | U+0049 U+0304 U+0300 | lettre majuscule latine i diacritique macron diacritique accent grave |
| minuscule | ī̀               | i◌̄◌̀                   | U+0069 U+0304 U+0300 | lettre minuscule latine i diacritique macron diacritique accent grave |

## Sources
- « Tagish », sur Yukon Native Language Centre